# Erik Sjöberg (1666–1739)
Erik Sjöberg, född 21 juli 1666, död 26 november 1739, var en svensk rådman och riksdagsman.

## Biografi
Erik Sjöberg föddes 1666. Han var son till inspektorn Lars Andersson och Anna Andersdotter i Åsaka socken. Sjöberg blev 1719 postmästare i Falun och var riksdagsledamot för borgarståndet i Falun vid riksdagen 1719, riksdagen 1726–1727 och riksdagen 1731. Han arbetade även som rådman i Falu stad och slutade som postmästare 1733. Sjöberg avled 1739.

### Familj
Sjöberg gifte sig 1692 med Elisabet Hansdotter Berg.